# István Lévai (lutte)
Pour les articles homonymes, voir István Lévai.
István Lévai, né le 21 décembre 1990 à Esztergom, est un lutteur gréco-romain slovaque.

## Palmarès

### Championnats d'Europe
- Médaille de bronze en catégorie des moins de 60 kg en 2013 à Tbilissi (Géorgie)
- Médaille d'or en catégorie des moins de 60 kg en 2012 à Belgrade